# Kim Chae-yeon (Eiskunstläuferin)
Kim Chae-yeon (kor. 김채연; * 8. Dezember 2006 in Seoul) ist eine südkoreanische Eiskunstläuferin, die im Einzellauf antritt. Sie gewann die Bronzemedaille bei den Weltmeisterschaften 2024.

## Sportliche Karriere
Kim Chae-yeon begann 2017 mit dem Eiskunstlauf. 2021 trat sie zum ersten Mal im ISU Junior Grand Prix an.
2023 nahm sie zum ersten Mal an der ISU-Grand-Prix-Serie teil. Bei Skate Canada gewann sie die Silbermedaille. Bei den Koreanischen Meisterschaften der Saison 2023/24 gewann sie Bronze.

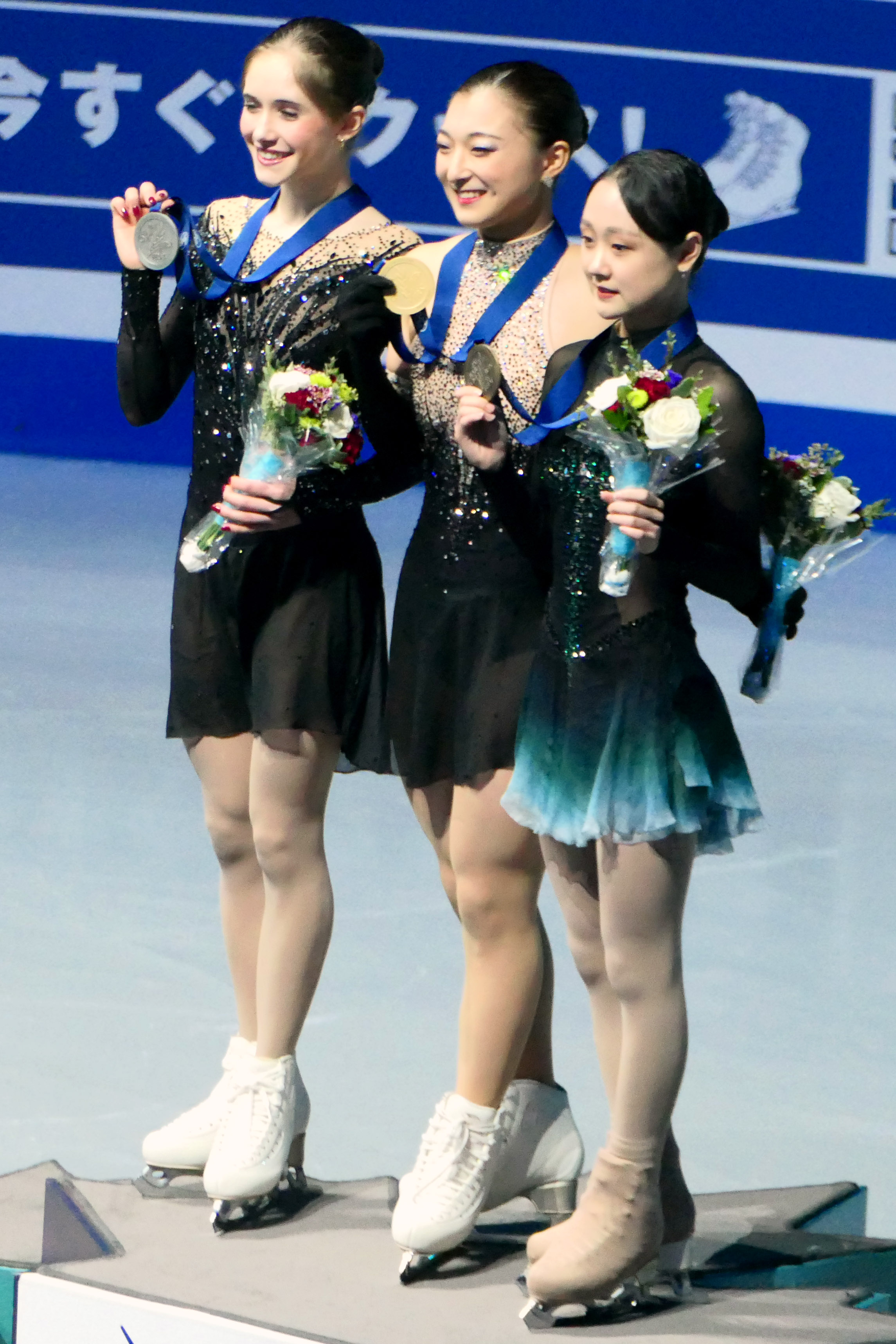
Kim Chae-yeon (rechts) mit Kaori Sakamoto (Mitte) und Isabeau Levito (links) bei der Siegerehrung der Eiskunstlauf-Weltmeisterschaften 2024

2024 gewann sie die Silbermedaille bei den Vier-Kontinente-Meisterschaften und die Bronzemedaille bei den Weltmeisterschaften.

## Ergebnisse
| Meisterschaft/Saison                   | 2019/20 | 2020/21 | 2021/22 | 2022/23 | 2023/24 | 2024/25 |
| -------------------------------------- | ------- | ------- | ------- | ------- | ------- | ------- |
| Weltmeisterschaften                    |         |         |         | 6.      | 3.      |         |
| Vier-Kontinente-Meisterschaften        |         |         |         | 4.      | 2.      | 1.      |
| Südkoreanische Meisterschaften         |         | 9.      | 10.     | 4.      | 3.      | 1.      |
| Grand-Prix-Wettbewerb/Saison           | 2019/20 | 2020/21 | 2021/22 | 2022/23 | 2023/24 | 2024/25 |
| Grand Prix Finnland                    |         |         |         |         | 4.      |         |
| Skate Canada                           |         |         |         |         | 2.      |         |
| Cup of China                           |         |         |         |         |         | 3.      |
| Grand Prix de France                   |         |         |         |         |         | 4.      |
| Juniorenwettbewerb/Saison              | 2019/20 | 2020/21 | 2021/22 | 2022/23 | 2023/24 | 2024/25 |
| Junior Grand Prix – Finale             |         |         |         | 3.      |         |         |
| Junior Grand Prix Frankreich           |         |         | 2.      |         |         |         |
| Junior Grand Prix Italien              |         |         |         | 2.      |         |         |
| Junior Grand Prix Polen                |         |         |         | 3.      |         |         |
| Junior Grand Prix Slowakei             |         |         | 5.      |         |         |         |
| Südkoreanische Juniorenmeisterschaften | 4.      |         |         |         |         |         |